# Rivière des Matheux
Rivière des Matheux är ett vattendrag i Haiti.   Det ligger i departementet Ouest, i den centrala delen av landet, 40 km nordväst om huvudstaden Port-au-Prince.